# Août 2024
Cette page présente les faits marquants du mois d'août 2024.

## Événements
- 30 juillet - 5 août : des émeutes racistes d'extrême-droite secouent le Royaume-Uni.
- 1er août :
  - onze personnes sont tuées et un journaliste est arrêté lors de manifestations nationales au Nigeria en pleine crise du coût de la vie et de la hausse des prix, que les Nigérians imputent aux nouvelles réformes du président Bola Tinubu[1] ;
  - le plus grand échange de prisonniers impliquant les États-Unis depuis la fin de la guerre froide a lieu entre les États-Unis, la Russie et leurs alliés respectifs, concernant 26 personnes[2] ;
- 2 août : l'Allemagne devient le 18e État membre du Commandement des Nations unies en Corée[3].
- 3 août :
  - au moins 32 personnes sont tuées dans un attentat suicide perpétré par des militants d'Al-Shabaab, sur une plage touristique à Mogadiscio, en Somalie[4] ;
  - au moins dix personnes sont tuées et plusieurs blessés, dont un commandant du Hamas, dans une frappe de Tsahal en Cisjordanie occupée[5].
- 4 août :
  - au moins 91 personnes sont tuées dans des affrontements violents entre des manifestants anti-gouvernementaux et des unités de police à travers le Bangladesh[6] ;
  - au moins trois personnes sont tuées et dix-huit autres blessées, selon le Hamas, dans des bombardements de Tsahal contre un hôpital, dans la bande de Gaza[7] ;
  - deux personnes sont tuées, et deux autres grièvement blessées dans une attaque au couteau près de Tel-Aviv, en Israël[8].
- 5 août :
  - démission de Sheikh Hasina, Première ministre du Bangladesh ;
  - Lashio, la capitale de l’État Shan en Birmanie, tombe aux mains des mouvements rebelles lors de la guerre civile birmane[9].
  - au moins 53 personnes sont tuées et 60 autres blessées lors de raids des Forces de soutien rapide dans plusieurs quartiers d'El Fasher et de l'État de Gezira, au Soudan[10] ;
  - au moins treize personnes sont tuées par un glissement de terrain provoqué par les précipitations dans la zone de Wolayita, dans le sud de l'Éthiopie[11] ;
  - le transfert de la base aérienne 201 Niger de l'USAF au Niger officialise le retrait des forces armées des États-Unis de ce pays[12].
- 6 août :
  - le chef du Hamas à Gaza, Yahya Sinouar, est nommé à la tête du bureau politique de cette organisation[13] ;
  - six Palestiniens sont tués, selon le Hamas, lors d'un raid israélien sur le camp de réfugiés de Maghazi et à Khan Younis, à Gaza[14] ;
  - début d'une incursion ukrainienne dans l’oblast de Koursk en Russie.
- 6 au 15 août : 32e assemblée générale de l'Union astronomique internationale au Cap en Afrique du Sud.
- 7 août : l'Iran pend 29 personnes, dont 26 lors d’une exécution collective[15].
- 8 août :
  - Muhammad Yunus devient chef du gouvernement intérimaire du Bangladesh ;
  - après avoir fait une brève apparition publique à Barcelone lors de la séance d'investiture de Salvador Illa, Carles Puigdemont parvient à s'échapper et rejoindre la Belgique[16] ;
  - une centaine de soldats burkinabè se dirigeant vers Diapaga sont tués dans une embuscade, dans l'est du Burkina Faso[17].
- 9 août :
  - une attaque de missile russe contre un supermarché à Kostiantynivka, dans l'oblast de Donetsk, tue quatorze personnes et en blesse 35 autres[18] ;
  - un avion ATR 72-500 de la Voepass Linhas Aéreas effectuant un vol intérieur au Brésil avec 61 personnes à bord s'écrase sur un bâtiment résidentiel près de Sao Paulo, aucun survivant n'est retrouvé dans l'avion[19] ;
  - les troupes israéliennes lancent un nouvel assaut sur Khan Yunis à Gaza, avec des frappes aériennes tuant au moins 21 Palestiniens[20] ;
  - en Inde, les médecins se mettent en grève et des manifestations ont lieu dans tout le pays après le viol et le meurtre d'une femme médecin à Calcutta.
- 9 au 14 août : au moins 54 personnes sont mortes dans des inondations dans la région du Tibesti, dans le nord du Tchad[21].
- 10 août :
  - des roquettes israéliennes frappent une école de la ville de Gaza, tuant plus de 100 Palestiniens et en blessant des dizaines[22] ;
  - plus de 70 personnes sont tuées dans une attaque de drone de l'armée d'Arakan contre des Rohingyas fuyant la Birmanie[23].
- 11 août :
  - clôture des Jeux olympiques d'été de 2024 à Paris ;
  - 21 personnes sont tuées dans un glissement de terrain survenu sur une décharge de Kiteezi à Kampala, en Ouganda[24] ;
  - dernier vol d'un hydravion Martin M-170 lorsque Hawaii Mars est livré au  British Columbia Aviation Museum (en) sur l'aéroport international de Victoria[25].
- 12 août : dix Palestiniens sont tués lors d'une frappe aérienne de Tsahal, sur une résidence à Khan Younis, à Gaza[26].
- 13 août : 
  - accord définitif pour l'achat de 96 hélicoptères de combat AH-64E Apache destiné à la force terrestre polonaise pour un montant de plus de 9 milliards d'euros[27] ;
  - l'agence de santé de l'Union africaine déclare une urgence de santé publique (son plus haut niveau d'alerte) face à l'épidémie de mpox sur le continent africain[28].
- 14 août :
  - l'Organisation mondiale de la santé déclare une urgence de santé publique de portée internationale face à l'épidémie de mpox[29] ;
  - en France, deux avions de chasse Dassault Rafale de la base aérienne 113 entrent en collision en vol dans le secteur de Colombey-les-Belles en Meurthe-et-Moselle, l'instructeur et l'élève pilote qui se trouvaient à bord d'un d'entre eux sont morts[30],[31].
  - quinze personnes sont tuées, et plusieurs autres blessés, par une attaque armée dans plusieurs villages de la région de Tillabéri, dans l'ouest du Niger[32].
- 14 et 19 août : élections législatives aux Kiribati.
- 15 août : 
  - quinze soldats burkinabè sont tués dans une attaque armée dans la région de la Boucle du Mouhoun, au Burkina Faso[33] ;
  - un bombardier Tupolev Tu-22M3 de l'armée de l'air russe s'écrase à Mikhaïlovka (raïon de Mikhaïlovka, kraï du Primorié). Les quatre membres d'équipage sont hospitalisés. Un meurt le lendemain de ses blessures[34].
- 16 août :
  - Paethongtarn Shinawatra est élue Première ministre de Thaïlande ;
  - seize personnes sont tuées dans des affrontements entre rebelles locaux et milices pro-gouvernementales, dans l'est de la République démocratique du Congo[35].
  - dernier vol d'un avion de transport Antonov An-22 de l'armée de l'air russe. Cet exemplaire doit être exposé dans un musée de Verkhniaïa Pychma[36].
  - un incendie ravage le porte-aéronefs Minsk, un navire musée en réparation à Nantong, et dure presque 24 h[37].
- 17 août :
  - la capitale de l’Indonésie est officiellement transférée de Jakarta à Nusantara, ville nouvelle inaugurée le jour même ;
  - dix-huit personnes d'une même famille sont tuées dans une frappe aérienne à Az-Zawayda dans la bande de Gaza[38] ;
  - au moins 85 personnes ont été tuées dans des incendies criminels et des pillages au cours d'une attaque menée par les Forces de soutien rapide dans le village de Galgani, dans l'État de Sennar, au Soudan[39].
- 18 août : une explosion à la bombe d'origine inconnue tue une personne et en blesse une autre à Tel Aviv, en Israël[40].
- 18 août au 25 août : 52e édition des championnats du monde d'aviron au Canada.
- 19 août :
  - le yacht britannique Bayesan coule sur la côte de Porticello, en Sicile ; sept personnes sont mortes dont l'entrepreneur Mike Lynch ;
  - un soldat israélien et deux combattants du Hezbollah sont tués et d'autres blessés à Ya'ara, en Galilée occidentale, lors d'échange de tirs[41].
- 20 août : 
  - l'armée israélienne récupère les corps de six otages détenus par le Hamas dans la bande de Gaza[42] ;
  - au moins douze Palestiniens sont tués dans une frappe aérienne de Tsahal, contre une école utilisée pour abriter des personnes déplacées dans la ville de Gaza[43].
- 21 août :
  - un autocar transportant des pèlerins pakistanais à destination de l'Irak s'est renversé et a pris feu devant le poste de contrôle de Dehshir, Yazd (en), dans la Province de Yazd en Iran, dans la nuit du 20 au 21 août. Un bilan provisoire est de 28 tuées et 23 blessées[44] ;
  - une frappe de drone israélienne tue trois Palestiniens à Tulkarem, en Cisjordanie, lors d'un raid au cours duquel les soldats de Tsahal incendient des habitations civiles et utilisent des bulldozers pour détruire des zones résidentielles[45] ;
  - onze Palestiniens sont tués et six autres blessés, selon Wafa, dans une frappe israélienne sur un immeuble résidentiel à Beit Lahiya dans la bande de Gaza[46] ;
  - le pétrolier grec Sounion de 163 000 tpl est attaqué par les Houtis en mer Rouge et prend feu le 23 causant un risque de marée noire. L'équipage de 25 marins est évacué par frégate française Chevalier Paul[47].
- 22 août :
  - le Thai Flying Service Flight 209 (en), un avion-taxi Cessna 208B Grand Caravan effectuant un vol charter entre l'aéroport de Bangkok-Suvarnabhumi et une île au large de Ko Kut, s'écrase dans le district Amphoe Bang Pakong en Thaïlande peu après le décollage. Les neuf occupants sont morts[48] ;
  - l'adoption d'une loi pour « promouvoir la vertu et prévenir le vice » durcit encore plus les conditions de vie des femmes. Entre autres, il leur est interdit de chanter en public tandis que l'interdiction de l'amitié avec un non-musulman est renouvelé pour la population[49].
- 23 août :
  - quatre détenus de l'État islamique dans une prison de Sourovikino, dans l'oblast de Volgograd, en Russie, prennent le contrôle de l'établissement et prennent des otages, tuant trois membres du personnel pénitentiaire[50]. Ils sont finalement abattus[51] ;
  - en Allemagne, trois personnes sont tuées et cinq autres sont grièvement blessées lors d'une attaque au couteau à Solingen en Rhénanie-du-Nord-Westphalie, le crime est revendiqué par l'État islamique[52] ;
  - trois personnes, dont deux journalistes, sont tuées et un autre journaliste est blessé dans une attaque de drone turc contre un véhicule à Sulaymaniyah, dans la région du Kurdistan irakien[53].
- 24 août :
  - Une attaque armée fait au moins 100 morts dans le Centre-Nord du Burkina Faso dans le cadre de l'insurrection djihadiste au Burkina Faso[54] ;
  - 20 étudiants nigérians de l’Université de Maiduguri et de l’Université de Jos enlevés par des hommes armés la semaine précédente sont libérés en Benue[55] ;
  - onze personnes sont tuées dans deux régions d’Ukraine dans des bombardements russes et cinq personnes, dans des tirs ukrainiens en Russie[56].
- 25 août :
  - les forces de défense israéliennes lancent des frappes préventives contre le Hezbollah au Liban alors qu'une attaque majeure de missiles et de drones est lancée contre Israël qui ne cause pas de pertes humaines[57] ;
  - deux accidents d'autocars distincts font au moins 34 morts au Pakistan. 22 morts dans un accident dans le district de Sudhnati et 12 dans un accident au Baloutchistan[58] ;
  - au moins quinze personnes sont tuées par des frappes de drone de l'armée malienne, à Tin Zaouatine (Mali)[59] ;
  - selon le Hamas, au moins 71 personnes sont tuées et 112 autres blessées dans des attaques de Tsahal, dans la bande de Gaza[60] ;
  - le navire d'attaque rapide KD Pendekar - 43 m de long, 260 t. - de la marine royale malaisienne coule à deux milles au sud-est de la Malaisie occidentale, près de Singapour, en mer de Chine méridionale après une collision avec un objet non-identifié, les 39 membres d’équipage sont secourus via un navire marchand[61].
- 26 août :
  - les Forces de soutien rapide bombardent un camp de personnes déplacées à l'intérieur du pays dans le nord du Darfour, au Soudan, tuant vingt-cinq personnes et en blessant quarante autres[62] ;
  - au moins 49 personnes sont tuées, et plus de 40 000 personnes sont déplacées, après que de fortes pluies ont provoqué des inondations dans les États d'Adamawa, Jigawa et Taraba, au Nigeria[63] ;
  - le barrage d'Arbaat s'effondre près de Port Soudan, au Soudan, en raison des eaux de crue, tuant plus de soixante personnes, déplaçant environ 50 000 autres et détruisant vingt villages[64] ;
  - Embraer annonce que la Force aérienne uruguayenne acquiert un maximum de 6 Embraer EMB 314 livrables en 2025 ; il s'agit du premier achat d'avions de combat depuis 1981 par l'Uruguay[65].
- 26 août au 8 septembre : 144e édition de US Open de tennis à New York.
- 27 août :
  - dans le cadre des Guerres baloutches, l'Armée de libération du Baloutchistan commet une douzaine d'attaques terroristes causant 51 morts[66]. La plus meurtrière étant l'assassinat de 22 personnes originaires du Pendjab lors d'un barrage sur une autoroute dans le district de Musakhel[67] ;
  - une attaque de drone des FAMa, tue sept séparatistes, sur deux véhicules différents, dans le nord du Mali[68].
- 28 août :
  - ouverture des Jeux paralympiques d'été de 2024 à Paris ;
  - au moins 33 personnes sont tuées à cause de glissements de terrain et de fortes pluies à Al Mahwit, au Yémen[69] ;
  - au moins neuf personnes sont tuées dans des combats entre les forces du SSC-Khatumo, un groupe paramilitaire séparatiste, et les troupes du Somaliland près d'Erigavo (Sanaag)[70].
- 28 août au 7 septembre : 81e édition de la Mostra de Venise en Italie.
- 29 août : 
  - Mohammed « Abu Shujaa » Jaber, chef de la brigade de Tulkarem affilié au Jihad islamique palestinien, aux Brigades des martyrs d'Al-Aqsa et au Hamas, et quatre autres terroristes sont tués, lors d'une attaque israélienne dans le camp de réfugiés de Nur Shams à Tulkarem, en Cisjordanie[71] ;
  - mise en service du INS Arighat, le second sous-marin nucléaire lanceur d'engins de la marine indienne[72] ;
  - un missile sol-air Pantsir des forces armées irakiennes abat un drone de combat turc TAI Aksungur près de Kirkouk[73].
- 30 août : 
  - trois combattants du Hamas, dont le chef des Brigades de Jénine, Wissam Hazem, sont tués lors d'une frappe de drone dans un camp de réfugiés à Jénine, dans les territoires palestiniens occupés. Un soldat israélien est tué et d'autres blessés lors de l'explosion d'une bombe dans la ville[74].
  - un hélicoptère Eurocopter AS 350B3 Ecureuil participant à la lutte contre un incendie s'écrase dans le Douro dans la municipalité de Lamego au Portugal. 5 militaires d'une unité de protection civile de la Garde nationale républicaine portugaise sont morts, le pilote est blessé[75] ;
  - le porte-conteneurs MSC Marie de 17 640 EVP, 366 mètres pour 51 mètres de large, devient le Neopanamax de plus grande capacité à traverser le canal de Panama[76].
- 31 août :
  - un hélicoptère Mil Mi-8T, transportant 22 personnes (dont 19 touristes) de la compagnie russe Vityaz-Aero s'écrase en survolant le volcan Vachkazhets dans le raïon de Ielizovo au Kamtchatka, il n'y a pas de survivants[77] ;
  - des frappes de Tsahal font au moins 48 morts dans la bande de Gaza[78] ;
  - l'armée israélienne récupère les corps de six otages enlevés par le Hamas lors de l'attaque du 7 octobre contre Israël, dont le citoyen américain Hersh Goldberg-Polin, dans un tunnel souterrain près de Rafah, à Gaza[79].

## Environnement
Le Jour du dépassement pour l'année 2024 est atteint le 1er août - soit un jour plus tôt par rapport à l'année précédente où il était arrivé le 2 août 2023.
D'après Copernicus, avec une température à la surface de 16,82 °C, août 2024 est le mois le plus chaud à l'échelle mondiale enregistré depuis les débuts des relevés de température, à égalité avec août 2023. Cette température est supérieure de +0,71 °C à la moyenne des mois d’août entre 1991 et 2020, et de +1,51 °C de plus que lors de la période pré-industrielle, soit avant 1900.
Avec les températures du mois d'août, l'été boréal 2024 (juin à août) devient le plus chaud jamais enregistré dans l'hémisphère nord.
En Europe, l'été 2024 est le deuxième été le plus chaud, après celui de 2022, avec 1,57 °C de plus que la moyenne 1991-2020. Ces températures sont cependant inégales, car l'Europe du Sud et de l'Est ont fortement souffert de la chaleur, tandis que la façade atlantique européenne (France incluse) a au contraire connue des températures inférieures à la moyenne.
De manière générale, la hausse moyennes des températures au niveau mondiale des mois de septembre 2023 à août 2024 est de +1,64 °C, soit bien au-delà que la limite de +1,5 °C que fixée par l'Accord de Paris sur le climat.
En août 2024, l'extension de la Banquise antarctique est inférieure de -7% à la moyenne, seul août 2023 avait connu un plus fort ralentissement de l'extension.
La température de surface des mers était la deuxième plus élevée mesurée, après août 2023.